# Гаврилов, Гурий Константинович
Гу́рий Константи́нович Гаври́лов (1912—1969) — советский боксёр средней весовой категории, выступал в середине 1940-х годов за команду Дома Красной Армии. Чемпион СССР, участник многих турниров и матчевых встреч, заслуженный мастер спорта. Также известен как тренер и преподаватель, судья всесоюзной категории. Участник Великой Отечественной войны, капитан запаса.

## Биография
Родился в 1912 году в Санкт-Петербурге.
Активно заниматься боксом начал во время службы в вооружённых силах, на соревнованиях выступал за команду Дома Красной Армии. На всесоюзный уровень вышел довольно поздно, лишь в 1940-х годах, находясь в звании старшего лейтенанта. Первую значимую победу одержал в октябре 1944 года в матчевой встрече со сборной Москвы, когда победил москвича Василия Никитина. Два года спустя участвовал в первенстве СССР по боксу, сумел дойти до стадии четвертьфиналов средней весовой категории, но затем потерпел поражение по очкам от действующего чемпиона Евгения Огуренкова.
Наибольшего успеха в карьере добился в 1947 году, когда сумел одолеть всех своих соперников в зачёте национального чемпионата и стал чемпионом страны в среднем весе. Также в этом сезоне участвовал в матчевой встрече со сборной Польши, однако свой поединок проиграл и вскоре принял решение покинуть ринг. За свои спортивные достижения в 1948 году удостоен почётного звания «Заслуженный мастер спорта СССР».
После завершения спортивной карьеры перешёл на тренерскую работу: занимал должность старшего тренера боксёрской команды ленинградского Дома офицеров, затем работал тренером-преподавателем в ленинградском индустриально-педагогическом техникуме, удостоен звания заслуженного работника профтехобразования. Помимо этого, регулярно участвовал в боксёрских матчах в качестве рефери на ринге, был судьёй всесоюзной категории. Умер в 1969 году, похоронен на Серафимовском кладбище в Санкт-Петербурге.